# Yan Sasse
Yan Medeiro Sasse, noto semplicemente come Yan Sasse (Porto Alegre, 24 giugno 1997), è un calciatore brasiliano, centrocampista dell'Espérance.

## Caratteristiche tecniche
È un centrocampista centrale.

## Carriera
Cresciuto nel settore giovanile del Coritiba, ha esordito l'8 settembre 2016 in occasione del match di Série A vinto 4-0 contro il Grêmio.

## Palmarès

### Club

#### Competizioni statali
- Campionato Paranaense: 1

Coritiba: 2017

#### Competizioni nazionali
- Campionato tunisino: 2

Espérance: 2023-2024, 2024-2025
- Coppa di Tunisia: 1

Espérance: 2024-2025